# Ruinas
Ruinas (sardinsky: Arruìnas) je italská obec (comune) v provincii Oristano v regionu Sardinie. Nachází se ve výšce 359 metrů nad mořem a má 599 obyvatel. Rozloha obce je 30,46 km².